# Angolatitan
Angolatitan ist eine Gattung sauropoder Dinosaurier aus der Oberkreide Afrikas. Es handelt sich um den ersten in Angola entdeckten Dinosaurier. Die Oberkreide der südlichen Landmassen wurde zur Zeit der Oberkreide von Sauropoden aus der Gruppe der Titanosauria dominiert. Als Reliktform seiner Zeit zählte Angolatitan nicht zu den Titanosauria, sondern steht im Stammbaum der Sauropoden als ursprünglicher Somphospondyli an der Basis der zu den Titanosauria führenden Entwicklungslinie. Die Gattung wurde 2011 mit der einzigen Art Angolatitan adamastor wissenschaftlich beschrieben.

## Merkmale
Der bislang einzige Fund besteht aus einer fragmentarischen rechten Vordergliedmaße; überliefert sind Schulterblatt, Oberarmknochen, Elle und Speiche, sowie die Mittelhandknochen I, III, und IV. Die Fossilien sind im Museu de Geologia da Universidade Agostinho Neto in Luanda unter der Feldnummer MGUAN-PA-003 archiviert.
Der Oberarmknochen misst 110 cm, die Elle 69 cm Länge. Die Vorderextremität war insgesamt weniger robust als bei den meisten Vertretern der Titanosauria. Die Mittelhandknochen waren schlank und entsprechen sich in ihrer Länge; bei den Titanosauriern waren sie dagegen robuster und ungleich in ihrer Länge. Anders als bei Titanosauriern fehlt ein ausgeprägtes Olekranon der Elle, außerdem war der Mittelhandknochen I nicht gebogen.

## Systematik
Angolatitan gilt als ursprünglicher als Euhelopus und die Titanosauria, aber als abgeleiteter (fortschrittlicher) als Brachiosaurus. Er wird an die Basis der Somphospondyli gestellt, einer Gruppe, die außerdem Euhelopus und die Titanosauria mit einschließt. Gemeinsam abgeleitete Merkmale (Synapomorphien), die eine Einordnung innerhalb dieser Gruppe erlauben, finden sich am Oberarmknochen.

## Habitat
Der Fund stammt aus den Tadi-Betten, einer 50 m mächtigen Sedimentabfolge innerhalb der Itombe-Formation, die anhand der charakteristischen Fischfauna auf das Obere Turon datiert werden kann. Es handelt sich um randmarine Ablagerungen, Fossilien schließen diverse Ammoniten, Echinodermata und Fische inklusive Haie mit ein. Landwirbeltiere der Fundstelle umfassen die Schildkröte Angolachelys mbaxi, die Mosasaurier Angolasaurus bocagei und Tylosaurus iembeensis sowie verschiedene Plesiosaurier-Reste.
Der Lebensraum von Angolatitan wird als wüstenartig interpretiert. Vermutlich war diese Gattung ähnlich wie heutige wüstenbewohnende Elefanten an sehr trockene Bedingungen angepasst.

## Forschungsgeschichte und Namensgebung
Paläontologische Feldarbeit war im vom Bürgerkrieg geprägten Angola lange Zeit nicht möglich. 2005 führte das PaleoAngola-Projekt die ersten paläontologischen Expeditionen seit den 1960er Jahren durch, um die fossilienreiche Oberkreide des Landes zu erkunden. Die Angolatitan-Fossilien entdeckte der Paläontologe Octávio Mateus am 25. Mai 2005 nahe Iembe in der Provinz Bengo; im Mai und August 2006 fanden die Grabungsarbeiten statt.
Angolatitan adamastor wurde 2011 von Forschern um Octávio Mateus beschrieben. Der Gattungsname lässt sich mit „Angola-Gigant“ übersetzen. Adamastor ist ein von den portugiesischen Seglern gefürchteter mythischer Meeresgigant des Südatlantik (bis 1975 war Angola portugiesische Kolonie).